# Jean Jacques Avril
Jean Jacques Avril, född 1744 och död 1831 var en fransk kopparstickare.
Avril studerade först till arkitekt, blev sedan kopparstickare och var flitigt verksam men brukar inte räknas bland de förnämsta.
Han stick var ofta reproduktionen efter äldre, italienska, nederländska och franska mästare, särskilt klassiskt mytologiska och bibliska ämnen och arkitekturbilder.